# Palicourea discolor
Palicourea discolor är en måreväxtart som beskrevs av Kurt Krause. Palicourea discolor ingår i släktet Palicourea och familjen måreväxter. Inga underarter finns listade i Catalogue of Life.